# Dryophthorinae
Die Dryophthorinae sind eine Unterfamilie der Käfer innerhalb der Familie der Rüsselkäfer (Curculionidae). Einige Jahre lang wurden sie von zahlreichen Systematikern als eigenständige Familie aufgefasst. Die Unterfamilie umfasst zahlreiche besonders große und auffallende Arten, darunter einige der größten Rüsselkäfer überhaupt, die 10 Zentimeter Körperlänge erreichen. Einige Arten sind gefürchtete Schädlinge. Weltweit sind ca. 1200 Arten bekannt. In Mitteleuropa leben nur wenige Arten im Freiland, daneben einige als Vorratsschädlinge in Häusern.

## Merkmale
Es handelt sich überwiegend um langgestreckte, zylindrisch geformte Arten, deren Halsschild mindestens so lang wie breit ist und etwa die Breite der Flügeldecken erreicht. Der Kopf trägt den für die Überfamilie charakteristischen Rüssel (anatomisch: Rostrum), eine Verlängerung der Kopfkapsel, an deren Spitze die Mundwerkzeuge sitzen. Der Rüssel der Dryophthorinae ist meist zylindrisch, seltener abgeflacht, und von mäßiger Länge (weder auffallend lang noch auffallend kurz) und gerade oder schwach gebogen. Die Unterfamilie unterscheidet sich von verwandten Linien der Rüsselkäfer vor allem im Bau der Mundwerkzeuge und Fühler. Bei den Mundwerkzeugen ist der Bau des Labiums charakteristisch. Von den drei bei den Käfern normalerweise ausgebildeten Abschnitten des Labiums besitzen die Rüsselkäfer nur zwei, die Prämentum und Postmentum genannt werden. Bei den Dryophthorinae ist das Prämentum in die Kopfkapsel zurückgezogen und von unten nicht sichtbar. Leichter erkennbar ist der besondere Bau der Antennen. Diese sind gekniet, d. h. das Basisglied (Scapus) ist verlängert und der übrige Fühler sitzt daran in deutlichem Winkel an. Bei den Dryophthorinae ist die Fühlerkeule nicht wie bei den Rüsselkäfern üblich drei-, sondern viergliedrig, indem das letzte Geißelglied vergrößert und an die Keule angeschlossen ist. Die vorderen Glieder der Keule sind sehr kompakt gebaut und die Keule ist zum Ende hin verkürzt. Dadurch wirkt die Keule zweigeteilt, mit einem basalen, glänzenden Abschnitt und einem distalen matten Abschnitt, dessen drei Glieder schwer erkennbar sind. Die Fühlergeißel besteht dementsprechend nicht wie üblich aus sieben, sondern höchstens aus sechs Gliedern. Bei zahlreichen Arten ist sie noch weiter verkürzt. Bei der Tribus Dryophthorini besteht sie z. B. nur aus vier Gliedern.
Die Flügeldecken der Dryophthorinae tragen meist deutliche Punktreihen oder Punktstreifen. Oft sind sie am Ende verkürzt, so dass das letzte Tergit des Hinterleibs frei liegt, es wird dann als Pygidium bezeichnet. Die Tiere sind meist schwarz oder rotbraun gefärbt, viele Arten schwarz mit einer auffallenden aposematischen oder Warnzeichnung aus roten oder gelben Punkten und Bändern. Beschuppung und Behaarung sind unterschiedlich ausgeprägt, von dichtbeschuppt bis nahezu kahl. Charakteristisch ist auch der Bau der Füße (Tarsen). Das letzte Tarsenglied der Dryophthorinae ist meist in der Mitte zwischen den Klauen lappenförmig vorgezogen. Die Arten der Tribus Dryophthorini fallen außerdem dadurch auf, dass das vierte Glied, das sonst bei den Rüsselkäfern verkürzt und kaum sichtbar ist, bei ihnen langgestreckt ist.
Die Larven der Dryophthorinae sind überwiegend von der typischen Gestalt der Rüsselkäferlarven, sie sind mit Ausnahme der Kopfkapsel schwach sklerotisiert, beinlos und etwas bauchwärts eingekrümmt. Typisch für die Unterfamilie ist eine besondere Gestalt des Hinterleibs. Hier sind die Segmente vier bis sechs markant erweitert, die dahinter liegenden klein und verengt.

## Lebensweise
Die Arten der Unterfamilie Dryophthorinae sind in auffallender Weise auf einkeimblättrige Pflanzen (Monokotyledonen) spezialisiert, nur wenige Arten sind von Dikotyledonen bekannt. Weltweit die meisten Arten leben an Palmengewächsen (Arecaceae). In den gemäßigten Breiten sind die meisten Arten an Gräsern oder Sauergräsern (Seggen) zu finden. Die Gattung der Kornkäfer (Sitophilus) ist spezialisiert auf Grassamen, inklusive Getreidekörner und ist als Vorratsschädling weltweit verschleppt worden. Vom echten Kornkäfer (Sitophilus granarius) sind überhaupt keine Wildvorkommen bekannt. Die kleine Tribus Dryophthorini, die die ursprünglichsten Vertreter der Unterfamilie umfasst, lebt abweichend davon bohrend in morschem Holz oder Holzmulm.
Innerhalb der Unterfamilie sind von zahlreichen Arten Bakterien als intrazelluläre Symbionten nachgewiesen worden. Die Bakterien leben in speziellen, Bakteriocyten genannten Zellen, die den Mitteldarm umgeben. Sie versorgen ihren Wirt mit essentiellen Nährstoffen, die dieser nicht selbst synthetisieren kann. Das Bakterium ist außerhalb der Zellen nicht mehr lebensfähig. Einige, so der Reis-Kornkäfer Sitophilus oryzae tragen in denselben Zellen einen Vertreter der Alpha Proteobacteria und die zu den Gammaproteobacteria gehörende Gattung Wolbachia, wodurch (neben dem Kern- und dem mitochondrialen Genom) vier Genome unterschiedlicher Herkunft in einer Zelle nachgewiesen sind.

## Ökonomische Bedeutung
Einige Dryophthorinae sind gefürchtete Schädlinge. Die Arten der Gattung Sitophilus sind Vorratsschädlinge an allen Getreidearten und vom Menschen mit Vorräten weltweit verschleppt worden. Rhynchophorus ferrugineus und Rhynchophorus palmae treten an ökonomisch bedeutenden Palmenarten auf, die sie zum Absterben bringen können, die Arten sind inzwischen fast weltweit verschleppt worden und kaum bekämpfbar. Die Arten der Gattung Cosmopolites (die die weltweite Verschleppung schon im Namen trägt) sind gefürchtete Schädlinge in Bananenkulturen. Andere Arten werden an Zuckerrohr und Bambus schädlich.

## Systematik
Die Dryophthorinae gelten überwiegend als relativ basale Abzweigung der „höheren“ Rüsselkäfer, die die Familien (bzw. Unterfamilien) mit geknieten Fühlern umfassen. Die Monophylie der Linie wird aufgrund des besonderen Baus von Fühlern und Mundwerkzeugen als Autapomorphien von kaum einem Systematiker bezweifelt. Ob sie den Status einer eigenständigen Familie verdienen oder besser als Unterfamilie einer weit gefassten Familie Curculionidae behandelt werden sollten, ist hingegen immer noch strittig.
Die Dryophthorinae werden in fünf Triben gegliedert:
- Dryophthorini (3 Gattungen)
- Cryptodermatini (syn. Oxyrhynchini) (1 Gattung)
- Orthognathini (2 Subtriben)
  - Orthognathina (3 Gattungen)
  - Rhinostomina (1 Gattung)
- Rhynchophorini (6 Subtriben)
  - Diocalandrina (1 Gattung)
  - Litosomina (30 Gattungen)
  - Ommatolampina (4 Gattungen)
  - Polytina (1 Gattung)
  - Rhynchophorina (13 Gattungen)
  - Sphenophorina (77 Gattungen)
- Stromboscerini (12 Gattungen)

Wissenschaftliches Synonym für Dryophthorinae ist Rhynchophorinae. Die Dryophthorinae galten früher als zu den Cossoninae gehörig, mit denen sie die Lebensweise in Holz gemeinsam haben.